# Manna santa
La manna santa (o manna dei santi) è un liquido, chimicamente assimilabile all'acqua pura, che può trasudare da reliquie di santi o da immagini sacre, apparentemente senza spiegazione.
Le spiegazioni scientifiche proposte al fenomeno sono legate all'umidità o alla capillarità di pietre o marmi, ma nella maggior parte dei casi analizzati le suddette spiegazioni avevano forti limiti di adattamento.
Gli episodi sono quasi sempre ciclici ed avvengono durante particolari ricorrenze.
I principali luoghi italiani dove avviene tale fenomeno sono:
- Amalfi: dalle reliquie di Sant'Andrea, il fenomeno si verificò la prima volta nel 1304, e ricorre ancora oggi durante la festa del 30 novembre.[2]
- Atripalda: dal sarcofago di San Sabino, il fenomeno ricorre, non costante, dal 1588.
- Bari: il corpo di San Nicola trasuda la manna[3], a cui vengono attribuiti poteri taumaturgici, durante la festa della traslazione del 9 maggio.[4]
- Ferrara: nel monastero di Sant'Antonio Abate, la manna scaturisce, in inverno, dal sarcofago della beata Beatrice II d'Este.[2]
- Latronico: la manna trasuda dal 1709, in uno o più venerdì di marzo,[5] da un dipinto laterale della chiesa di Sant'Egidio Abate.
- Napoli: dalle reliquie di San Pomponio.[2]
- Nola: le reliquie di San Felice trasudano manna il 15 novembre, in occasione della festività del Santo, oppure l'8 dicembre.
- Maratea: nella Basilica di San Biagio, dove è conservato il torace del santo armeno, il prodigio della manna, autenticato già da papa Paolo IV nel 1563,[6] si verifica saltuariamente durante le festività di maggio.[2]
- Salerno: dalle reliquie attribuite al santo Matteo evangelista.[2]
- Soriano nel Cimino: la manna trasuda da una pietra delle catacombe di Sant'Eutizio.[2]
- Venafro: la manna scaturisce dal sarcofago di San Nicandro martire nella cripta della basilica in occasione dei festeggiamenti del 17 giugno e di altre importanti ricorrenze liturgiche. Ad essa sono attribuite doti miracolose e per questo la basilica è meta di pellegrinaggi.[7]